# Фулл Хаус
Фулл Хаус (англ. Full House) — стратегічний бомбардувальник моделі B-29 «Суперфортеця» 509-ї Змішаної Групи ВПС Армії США, який 6 серпня і 9 серпня 1945 року брав участь в ядерній атаці на японські міста Хіросіма і Наґасакі наприкінці Другої світової війни. 
Під час Хіросімської місії завданням літака було проведення розвідування погоди над містом Наґасакі та визначення  належних умов для атаки. 
Під час Наґасацької місії бомбардувальник був призначений запасним літаком, але вилетів до острова Іодзіма, оскільки B-29 «Бокскар» був готовий скинути ядерну бомбу на Наґасакі.

## Екіпаж 6 серпня 1945 року
Екіпаж А-1:
- Майор Ральф Тейлор — командир екіпажу, пілот.
- Молодший лейтенант Раймонд Біль — другий пілот.
- Лейтенант Фред Гоей — штурман.
- Лейтенант Майкл Анґеліх — бомбардир.
- Старшина Франк Брізе — бортінженер.
- Старший сержант Теодор Сліфе — радист.
- Капрал Натанієль Бурґвин — оператор радара.
- Сержант Роберт Веллей — хвостовий стрілець.
- Капрал Річард Ансельм — помічник бортінженера.